# 土生田純之
土生田 純之（はぶた よしゆき、1951年5月17日 - 2023年7月5日）は、日本の考古学者。専修大学名誉教授。博士（文学）（関西大学）。

## 略歴
大阪府生まれ。天理大学文学部卒業後、関西大学大学院博士前期課程を修了。宮内庁書陵部陵墓調査室員、同主任研究官、専修大学文学部助教授を経て同学部教授。専門は日本考古学。特に古墳時代・飛鳥時代を主な研究領域としていた。
2023年7月10日、『文化遺産と現代』を出版した同成社がTwitterで訃報を発表した。

## 著書

### 単著
- 『日本横穴式石室の系譜』學生社、1991年3月。ISBN 4311304617
- 『黄泉国の成立』學生社、1998年10月。ISBN 4311304692
- 『古墳時代の政治と社会』吉川弘文館、2006年12月。ISBN 4642093079
- 『東日本の無袖横穴式石室』雄山閣、2010年5月。ISBN 9784639021377

### 共著
- 石野博信・岩崎卓也・河上邦彦・白石太一郎編『古墳時代の研究7 古墳Ⅰ 墳丘と内部構造』雄山閣、1992年4月。ISBN 4-639-01090-7
- 荒木敏夫編『ヤマト王権と交流の諸相』名著出版、1994年12月。ISBN 4626015034
- 吉村武彦編『継体・欽明朝と仏教伝来』吉川弘文館、1999年12月。ISBN 4642021914
- 右島和夫ほか編『古墳構築の復元的研究』雄山閣、2003年12月。ISBN 9784639018308
- 川崎市民ミュージアム編（土生田純之企画）『墓から探る社会』雄山閣、2009年6月。ISBN 9784639020943

### 編著
- 『日本全国 古墳学入門』学生社、2003年3月。ISBN 4-311-30047-6
- 『文化遺産と現代』同成社、2009年6月。ISBN 488621486X
- 『古墳の見方』（考古調査ハンドブック10）ニュー・サイエンス社、2014年7月。ISBN 978-4821605224